# Міністр оборони Ірландії
Міністр оборони (ірл. An tAire Cosanta) — голова оборонного відомства Ірландії в уряді країни. Нині посаду міністра оборони обіймає Саймон Гарріс, який одночасно є заступником прем'єр-міністра Ірландії та міністром закордонних справ.

## Список міністрів оборони
| Порядок | Ім'я                   | Період повноважень | Період повноважень | Партія               |
| ------- | ---------------------- | ------------------ | ------------------ | -------------------- |
| 1.      | генерал Річард Мулкахі | 22 січня 1919      | 1 квітня 1919      | Шинн Фейн            |
| 2.      | Кахал Бру              | 1 квітня 1919      | 9 січня 1922       | Шинн Фейн            |
| 3.      | генерал Річард Мулкахі | 10 січня 1922      | 19 березня 1924    | Cumann na nGaedheal  |
| в. о.   | Вільям Косгрейв        | 20 березня 1924    | 21 листопада 1924  | Шинн Фейн            |
| 4.      | Пітер Г'юз             | 21 листопада 1924  | 23 червня 1927     | Cumann na nGaedheal  |
| 5.      | Десмонд Фітцджеральд   | 23 червня 1927     | 9 березня 1932     | Cumann na nGaedheal  |
| 6.      | Френк Ейкен            | 9 березня 1932     | 8 вересня 1939     | Фіанна Файл          |
| 7.      | Оскар Трейнор          | 8 вересня 1939     | 18 лютого 1948     | Фіанна Файл          |
| 8.      | Томас О'Хіґінс         | 18 лютого 1948     | 7 березня 1951     | Фіне Гел             |
| 9.      | генерал Шон МакЕон     | 7 березня 1951     | 13 червня 1951     | Фіне Гел             |
| 10.     | Оскар Трейнор          | 13 червня 1951     | 2 червня 1954      | Фіанна Файл          |
| 11.     | генерал Шон МакЕон     | 2 червня 1954      | 20 березня 1957    | Фіне Гел             |
| 12.     | Кевін Боланд           | 20 березня 1957    | 11 жовтня 1961     | Фіанна Файл          |
| 13.     | Джеральд Бартлі        | 11 жовтня 1961     | 21 квітня 1965     | Фіанна Файл          |
| 14.     | Майкл Гілліард         | 21 квітня 1965     | 2 липня 1969       | Фіанна Файл          |
| 15.     | Джим Гіббонс           | 2 липня 1969       | 9 травня 1970      | Фіанна Файл          |
| 16.     | Джеррі Кронін          | 9 травня 1970      | 14 березня 1973    | Фіанна Файл          |
| 17.     | Педді Донеган          | 14 березня 1973    | 2 грудня 1976      | Фіне Гел             |
| в. о.   | Ліам Косгрейв          | 2 грудня 1976      | 16 грудня 1976     | Фіне Гел             |
| 18.     | Олівер Фленеган        | 16 грудня 1976     | 5 липня 1977       | Фіне Гел             |
| 19.     | Боббі Моллой           | 5 липня 1977       | 11 грудня 1979     | Фіанна Файл          |
| 20.     | Патрик Фолкнер         | 12 грудня 1979     | 15 жовтня 1980     | Фіанна Файл          |
| 21.     | Сильвестер Барретт     | 15 жовтня 1980     | 30 червня 1981     | Фіанна Файл          |
| 22.     | Джеймс Туллі           | 30 червня 1981     | 9 березня 1982     | Лейбористська партія |
| 23.     | Педді Павер            | 9 березня 1982     | 14 грудня 1982     | Фіанна Файл          |
| 24.     | Патрик Куні            | 14 грудня 1982     | 14 лютого 1986     | Фіне Гел             |
| 25.     | Педді О'Тул            | 14 лютого 1986     | 10 березня 1987    | Фіне Гел             |
| 26.     | Майкл Нунан            | 10 березня 1987    | 12 липня 1989      | Фіанна Файл          |
| 27.     | Браян Леніган          | 12 липня 1989      | 31 жовтня 1990     | Фіанна Файл          |
| в. о.   | Чарльз Гогі            | 1 листопада 1990   | 5 лютого 1991      | Фіанна Файл          |
| 28.     | Брендан Дейлі          | 5 лютого 1991      | 14 листопада 1991  | Фіанна Файл          |
| 29.     | Вінсент Бреді          | 14 листопада 1991  | 11 лютого 1992     | Фіанна Файл          |
| 30.     | Джон Вілсон            | 11 лютого 1992     | 12 січня 1993      | Фіанна Файл          |
| 31.     | Девід Ендрюс           | 12 січня 1993      | 15 грудня 1994     | Фіанна Файл          |
| 32.     | Г'ю Ковені             | 15 грудня 1994     | 23 травня 1995     | Фіне Гел             |
| 33.     | Шон Барретт            | 23 травня 1995     | 26 червня 1997     | Фіне Гел             |
| 34.     | Девід Ендрюс           | 26 червня 1997     | 8 жовтня 1997      | Фіанна Файл          |
| 35.     | Майкл Сміт             | 8 жовтня 1997      | 29 вересня 2004    | Фіанна Файл          |
| 36.     | Віллі О'Ді             | 29 вересня 2004    | 18 лютого 2010     | Фіанна Файл          |
| в. о.   | Браян Ковен            | 18 лютого 2010     | 23 березня 2010    | Фіанна Файл          |
| 37.     | Тоні Кіллін            | 23 березня 2010    | 19 січня 2011      | Фіанна Файл          |
| 38.     | Еймон О'Куйв           | 20 січня 2011      | 9 березня 2011     | Фіанна Файл          |
| 39.     | Ален Шеттер            | 9 березня 2011     | 7 травня 2014      | Фіне Гел             |
| в. о.   | Енда Кенні             | 7 травня 2014      | 11 липня 2014      | Фіне Гел             |
| 40.     | Саймон Ковні           | 11 липня 2014      | 6 травня 2016      | Фіне Гел             |
| 41.     | Енда Кенні             | 6 травня 2016      | 14 червня 2017     | Фіне Гел             |
| 42.     | Лео Варадкар           | 14 червня 2017     | 27 червня 2020     | Фіне Гел             |
| 43.     | Саймон Ковні           | 27 червня 2020     | 17 грудня 2022     | Фіне Гел             |
| 44.     | Міхал Мартін           | 17 грудня 2022     | 23 січня 2025      | Фіанна Файл          |
| 45.     | Саймон Гарріс          | 23 січня 2025      | чинний             | Фіне Гел             |